# 岩沢庸徳
岩澤 庸徳（いわさわ つねのり、1912年2月12日 - 1970年10月3日）は、日本の映画監督、脚本家である。新漢字表記岩沢 庸徳。並木路子『リンゴの唄』を挿入歌とした映画『そよかぜ』の脚本家として知られる。台湾に招かれて監督した1958年（昭和33年）に公開された『阿蘭』は同地で大ヒットを記録した。長男・次男はのちに長じてフォークデュオ「ブレッド&バター」を結成した。

## 人物・来歴

### 松竹大船の時代
1912年（明治45年）2月12日、東京府東京市（現在の東京都）に生まれる。
日本美術学校図案科（現在の日本美術専門学校デザイン科）を卒業し、松竹大船撮影所に入社する。当初は美術部に配属されたが、企画部に異動、次いで助監督部に転じた。同部では、小津安二郎門下の原研吉に師事する。1940年（昭和15年）8月1日に公開された五所平之助監督の『木石』ではサード助監督、同年12月16日に公開された『幸福な家族』ではセカンドであった。第二次世界大戦が始まり、松竹のみならず日本映画全体の製作本数が激減する。1943年（昭和18年）7月11日、満31歳のときに長男・幸矢が生まれる。戦争末期の1945年（昭和20年）6月28日、同じ助監督部の岩間鶴夫と共同で脚本を執筆した映画『ことぶき座』（監督原研吉）が公開され、脚本家としてデビューした。

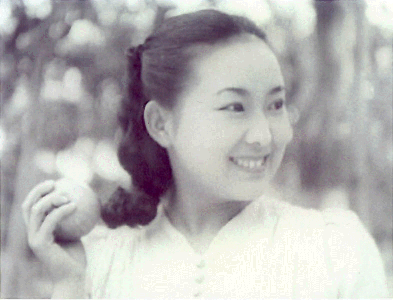
脚本作『そよかぜ』（1945年）の並木路子。

戦後間もない同年10月11日、戦時中に執筆していた『百万人の合唱』という題の脚本を改稿・改題し、『そよかぜ』（監督佐々木康）として公開される。同作は、連合国軍最高司令官総司令部（GHQ）検閲第1号の映画としても知られるが、並木路子が劇中で歌った『リンゴの唄』のレコードが12万枚（1947年末時点）も売れ、同作とともに大ヒットを生んだ。1947年（昭和22年）1月21日には、新藤兼人・中山隆三と共同で執筆したオリジナル脚本が『仮面の街』（監督原研吉）として公開され、同年11月11日には、中山の脚本を映画化した『乙女の祈り』という短篇映画を監督し、初監督を経験する。正式に監督昇進したのは1949年（昭和24年）で、ふたたび中山の脚本を得て、清水金一の主演作『シミキンの忍術凸凹道中』を監督、同作は同年5月23日に公開された。同年2月23日には次男・二弓が生まれている。

### フリーランス以降
その後、同社を退社してフリーランスの監督となる。1954年（昭和29年）10月13日には、産業経済新聞の人気連載絵物語『少年ケニア』を脚色・監督して映画化、大映が配給して公開されている。1956年（昭和31年）5月11日には、新東宝で37分の中篇映画『肉体の魅惑』を監督、公開されている。1957年（昭和32年・民國46年）、映画監督の田口哲、撮影技師の宮西四郎、照明技師の法島繁義 らとともに、台湾の映画会社・長河有限公司に招かれ、岩沢は小艶秋を主演に『紅塵三女郎』、および游娟を主演に『阿蘭』を監督し、それぞれ、同年8月28日、1958年（昭和33年・民國47年）1月29日に台湾で公開された。游娟は『紅塵三女郎』にも出演しており、同作が女優デビュー作であり、同2作の成功により、『影劇周報』誌上の読者投票でベストテン入りしている。『阿蘭』に出演した俳優の石軍は、現在の金馬奨の前身である、徵信新聞社主催「第一回台語片電影展覽會」で、最優秀男優賞にノミネートされた。『阿蘭』は同年の台湾において第10位の興行成績を上げた。田口はこのとき『太太我錯了』を撮り、同年5月13日に公開されている。『日本電影在臺灣』によれば、田口の『太太我錯了』は『麻薬と愛情』、岩沢の『紅塵三女郎』は『明日売られた女』という題で日本でも正式に公開されたとしている。
1959年（昭和34年）には、古巣の松竹が製作した連続テレビ映画『花の家族』（フジテレビジョン）で監督として起用され、同年3月2日から1クールの放映が開始している。『日本映画監督全集』の岩沢の項には、フリーランスの時期、読売映画社（現在の読売映像）や太平洋テレビジョンで作品を発表していた旨の記述がみられる。太平洋テレビジョンは1964年（昭和39年）2月、同社代表の清水昭が法人税法違反で告発される、いわゆる「太平洋テレビ事件」（1974年4月13日無罪確定）が起きているが、岩沢が活動したのがどの時期であるかは不明である。同年8月17日には、祖父江羊己が設立した中映プロダクションの製作第1作『行為の果て』（監督辰巳敏輝）に脚本を提供している。同作の監督名は同時代資料である『映画年鑑 1966』には、辰巳敏輝ではなく小林悟と記されているが、出演者名も他の資料と異なる。1968年（昭和43年）には『ケロヨンの大自動車レース』を監督し、公開されている。記録の上では、同作が劇場用映画に関わった最後の作品であるが、その後の詳細は不明である。
1970年（昭和45年）10月3日、心不全のため死去した。満58歳没。亡くなる1年前の1969年（昭和44年）9月25日、子息たちが結成したフォークデュオ、ブレッド&バターがシングルレコード『傷だらけの軽井沢』（作詞橋本淳、作編曲筒美京平）を発表して、デビューしている。

## フィルモグラフィ
クレジットは「監督」を始めすべて明記した。東京国立近代美術館フィルムセンター（NFC）等の所蔵状況についても記す。
- 『木石』 : 監督五所平之助、原作舟橋聖一、脚色伏見晁、製作松竹大船撮影所、配給松竹、1940年8月1日公開 - 助監督、124分の上映用ポジプリントをNFCが所蔵[3]
- 『幸福な家族』 : 監督原研吉、原作武者小路実篤、脚色柳井隆雄、製作松竹大船撮影所、配給松竹、1940年12月16日公開 - 監督補助、衛星劇場が放映[23]
- 『ことぶき座』 : 監督原研吉、製作松竹京都撮影所、配給映画配給社（白系）、1945年6月28日公開 - 岩間鶴夫と共同で脚本、65分の上映用ポジプリントをNFCが所蔵[24]
- 『そよかぜ』 : 監督佐々木康、製作松竹大船撮影所、配給映画配給社（白系）、1945年10月11日公開 - 脚本、60分の上映用ポジプリントをNFCが所蔵[3]・衛星劇場が放映[25]
- 『仮面の街』 : 監督原研吉、製作松竹大船撮影所、配給松竹、1947年1月21日公開 - 新藤兼人・中山隆三と共同で原作・脚本
- 『乙女の祈り』 : 脚本中山隆三、製作国際映画、配給松竹、1947年11月11日公開 - 監督
- 『シミキンの忍術凸凹道中』 : 脚本中山隆三、製作松竹大船撮影所、配給松竹、1949年5月23日公開 - 監督、衛星劇場が放映
- 『少年ケニア』 : 原作山川惣治、製作南旺映画、配給大映、1954年10月13日公開 - 監督・脚本
- 『肉体の魅惑』 : 製作・配給新東宝、1956年5月11日公開 - 監督
- 『紅塵三女郎』 : 撮影宮西四郎、製作・配給長河有限公司、1957年8月28日公開 - 監督[8]
- 『阿蘭』 : 製作長河有限公司・高和有限公司、配給長河有限公司、1958年1月29日公開 - 監督[8]
- 『花の家族』 : 脚本山下与志一・有馬正彦、製作松竹/フジテレビジョン、1959年3月2日 - 同年5月25日放映 - 監督（連続テレビ映画）
- 『行為の果て』 : 製作祖父江羊己、監督辰巳敏輝[4][6]（小林悟[20]）、主演扇町京子、製作中映プロダクション、配給新東宝興業、1964年8月17日公開（映倫番号 13646） - 脚本
- 『ケロヨンの大自動車レース』 : 総監督・美術藤城清治、音楽いずみたく、配給木馬座、1968年公開 - 監督[21]